# Estación de Bagatza
Bagatza es una estación del Metro de Bilbao subterránea, situada en el barrio de Santa Teresa, término municipal de Baracaldo, e inaugurada el 13 de abril de 2002. Su tarifa corresponde a la zona 2. 
La estación tiene tres accesos, dos por escaleras mecánicas y otro por ascensor. Desde la salida Gabriel Aresti puede accederse al Hospital San Eloy.
Hasta que entre en funcionamiento el tranvía de Barakaldo, el autobús urbano Kbus tiene una parada al lado de la estación.

## Accesos
- Calle de Gabriel Aresti (salida Gabriel Aresti)
- Plaza Santa Teresa (salida Santa Teresa)
- Calle de Gabriel Aresti (salida Gabriel Aresti)

### Accesos nocturnos
- Calle de Gabriel Aresti (salida Gabriel Aresti)
- Calle de Gabriel Aresti (salida Gabriel Aresti)

## Conexiones
- Bizkaibus
- Encartaciones S.A.